# Angol labdarúgó-szuperkupa
Az FA Community Shield (korábban Charity Shield) az Angol labdarúgó-szövetség trófeája, amit évenkénti mérkőzésen rendeznek meg az FA Premier League bajnoka és az FA-kupa győztese között. Ez egyenértékű sok ország szuperkupájával. Ha egy csapat duplázik (megnyeri a Premier League-et és az FA-kupát), akkor a duplázó a Premier League második helyezettjével játszik. A mérkőzés a következő szezon kezdő küzdelme, és hagyományosan a Wembley Stadionban játsszák. 2001 és 2006 között a Millennium Stadionban játszották, a walesi Cardiffban, amíg a Wembleyt átépítették. Az újjáépített Wembleyben tartották a 2007-es döntőt, ami az első alkalom volt 2000 óta.

## Rekordok és tények
- A legsikeresebb csapatok a szuperkupa történetében a Manchester United (17 egyenes győzelem, 4 megosztott), az Arsenal (15 azonnali győzelem, 1 megosztott), a Liverpool (10 azonnali győzelem, 5 megosztott) és az Everton (8 azonnali győzelem, 1 megosztott).
- Az Everton tartja a legtöbb egymás utáni győzelem rekordját (4, 1984–1987), az 1986-os cím megosztott a Liverpoollal. A Manchester United a legtöbb egymás utáni vereség rekordtartója (4, 1998-2001). Ebben az időszakban a Manchester United az egymás utáni mérkőzések rekordját is birtokolta (6, 1996-2001), amikből 2-t megnyertek.
- A kiírás legsikeresebb játékosa Ryan Giggs 8 azonnali győzelemmel (1993, 1994, 1996, 1997, 2003, 2007, 2008, 2010 a Manchester Uniteddel). Ray Clemence 6 győzelemmel a második helyen áll; ebből 4 azonnali győzelem (1974, 1976, 1979, 1980 a Liverpoollal) és 2 megosztott (1977 a Liverpoollal és 1981 a Tottenham Hotspurrel)
- Ryan Giggs a legtöbb Community Shield-mérkőzést játszó játékos: 14 találkozón játszott.
- A legtöbb gólos mérkőzés a Manchester United 8–4-es győzelme volt a Swindon Town ellen 1911-ben.
- A Tottenham kapusa, Pat Jennings gólt szerzett a Manchester United ellen az 1967-es Charity Shielden.
- A Leicester City és a Brighton & Hove Albion az egyedüli klub, akik csak Szuperkupát nyerték meg, és előtte nem nyertek FA-kupát vagy a bajnokságot; a Leicester másodosztályú bajnokként, a Brighton a Southern League bajnokaként nyert.

## Győztesek

### Évek szerint
| Év | Győztes                   | Gólok                                                  | Eredmény                                        | Gólok                             | Döntős                   |
| --- | ------------------------- | ------------------------------------------------------ | ----------------------------------------------- | --------------------------------- | ------------------------ |
| 2025 | Crystal Palace            | Mateta 17' (11-esből) Sarr 77'                         | 2–2 a Crystal Palace 3–2-re nyert 11-esekkel    | Ekitiké 4' Frimpong 21'           | Liverpool                |
| 2024 | Manchester City           | Silva 89'                                              | 1–1 a Manchester City 7–6-ra nyert 11-esekkel   | Garnacho 82'                      | Manchester United        |
| 2023 | Arsenal                   | Trossard 90+11'                                        | 1–1 az Arsenal 4–1-re nyert 11-esekkel          | Palmer 77'                        | Manchester City          |
| 2022 | Liverpool                 | Alexander-Arnold 21' Szaláh 83' (11-esből) Núñez 90+4' | 3 – 1                                           | Álvarez 70'                       | Manchester City          |
| 2021 | Leicester City            | Iheanacho 89' (11-esből)                               | 1 – 0                                           |                                   | Manchester City          |
| 2020 | Arsenal                   | Aubameyang 12'                                         | 1 – 1 az Arsenal 5–4-re nyert 11-esekkel        | Minamino 73'                      | Liverpool                |
| 2019 | Manchester City           | Sterling 12'                                           | 1 – 1 a Manchester City 5–4-re nyert 11-esekkel | Matip 77'                         | Liverpool                |
| 2018 | Manchester City           | Agüero 13' 58'                                         | 2 – 0                                           |                                   | Chelsea                  |
| 2017 | Arsenal                   | Kolašinac 82'                                          | 1 – 1 az Arsenal 4–1-re nyert 11-esekkel        | Moses 46'                         | Chelsea                  |
| 2016 | Manchester United         | Lingard 32' Ibrahimović 83'                            | 2–1                                             | Vardy 52'                         | Leicester City           |
| 2015 | Arsenal                   | Oxlade-Chamberlain 24'                                 | 1 – 0                                           |                                   | Chelsea                  |
| 2014 | Arsenal                   | Cazorla 6' Ramsey 42' Giroud 60'                       | 3 – 0                                           |                                   | Manchester City          |
| 2013 | Manchester United         | van Persie 6' 59'                                      | 2 – 0                                           |                                   | Wigan Athletic           |
| 2012 | Manchester City           | Y. Touré 53' Tévez 59' Nasri 63'                       | 3 – 2                                           | Torres 40' Bertrand 79'           | Chelsea                  |
| 2011 | Manchester United         | Smalling 52' Nani 58' 90+4'                            | 3 – 2                                           | Lescott 38' Džeko 45+1'           | Manchester City          |
| 2010 | Manchester United         | Valencia 41' Hernández 76' Berbatov 90+2'              | 3 – 1                                           | Salomon Kalou 83'                 | Chelsea                  |
| 2009 | Chelsea                   | Carvalho 52' Lampard 70'                               | 2 – 2 Chelsea 4–1-re nyert 11-esekkel           | Nani 10' Rooney 90+1'             | Manchester United        |
| 2008 | Manchester United         |                                                        | 0 – 0 Manchester United 3–1-re nyert 11-esekkel |                                   | Portsmouth               |
| 2007 | Manchester United         | Giggs 35'                                              | 1 – 1 Manchester United 3–0-ra nyert 11-esekkel | Malouda 45'                       | Chelsea                  |
| 2006 | Liverpool                 | Riise 9' Crouch 80'                                    | 2 – 1                                           | Sevcsenko 43'                     | Chelsea                  |
| 2005 | Chelsea                   | Drogba 8' 57'                                          | 2 – 1                                           | Fàbregas 65'                      | Arsenal                  |
| 2004 | Arsenal                   | Gilberto 49' Reyes 59' Silvestre 79'                   | 3 – 1                                           | Smith 55'                         | Manchester United        |
| 2003 | Manchester United         | Silvestre 15'                                          | 1 – 1 Manchester United 4–3-ra nyert 11-esekkel | Henry 20'                         | Arsenal                  |
| 2002 | Arsenal                   | Gilberto 69'                                           | 1 – 0                                           |                                   | Liverpool                |
| 2001 | Liverpool                 | McAllister 2' (11-esből) Owen 16'                      | 2 – 1                                           | van Nistelrooy 51'                | Manchester United        |
| 2000 | Chelsea                   | Hasselbaink 22' Melchiot 73'                           | 2 – 0                                           |                                   | Manchester United        |
| 1999 | Arsenal                   | Kanu 67' (11-esből) Parlour 77'                        | 2 – 1                                           | Beckham 36'                       | Manchester United        |
| 1998 | Arsenal                   | Overmars 33' Wreh 56' Anelka 71'                       | 3 – 0                                           |                                   | Manchester United        |
| 1997 | Manchester United         | Johnsen 57'                                            | 1 – 1 Manchester United 4-2-re nyert 11-esekkel | Hughes 52'                        | Chelsea                  |
| 1996 | Manchester United         | Cantona 25' Butt 30' Beckham 86' Keane 88'             | 4 – 0                                           |                                   | Newcastle United         |
| 1995 | Everton                   | Samways                                                | 1 – 0                                           |                                   | Blackburn Rovers         |
| 1994 | Manchester United         | Cantona (11-esből) Ince                                | 2 – 0                                           |                                   | Blackburn Rovers         |
| 1993 | Manchester United         | Hughes                                                 | 1 – 1 Manchester United 5–4-re nyert 11-esekkel | Wright                            | Arsenal                  |
| 1992 | Leeds United              | Cantona (3) Dorigo                                     | 4 – 3                                           | Rush Saunders Strachan (öngól)    | Liverpool                |
| 1991 | Arsenal                   |                                                        | 0 – 0 megosztott cím                            |                                   | Tottenham Hotspur        |
| 1990 | Liverpool                 | Barnes (11-esből)                                      | 1 – 1 megosztott cím                            | Blackmore                         | Manchester United        |
| 1989 | Liverpool                 | Beardsley                                              | 1 – 0                                           |                                   | Arsenal                  |
| 1988 | Liverpool                 | Aldridge (2)                                           | 2 – 1                                           | Fashanu                           | Wimbledon                |
| 1987 | Everton                   | Clarke                                                 | 1 – 0                                           |                                   | Coventry City            |
| 1986 | Everton                   | Heath 80'                                              | 1 – 1 megosztott cím                            | Rush 88'                          | Liverpool                |
| 1985 | Everton                   | Steven Heath                                           | 2 – 0                                           |                                   | Manchester United        |
| 1984 | Everton                   | Grobbelaar (öngól)                                     | 1 – 0                                           |                                   | Liverpool                |
| 1983 | Manchester United         | Robson (2)                                             | 2 – 0                                           |                                   | Liverpool                |
| 1982 | Liverpool                 | Rush                                                   | 1 – 0                                           |                                   | Tottenham Hotspur        |
| 1981 | Aston Villa               | Withe (2)                                              | 2 – 2 megosztott cím                            | Falco (2)                         | Tottenham Hotspur        |
| 1980 | Liverpool                 | McDermott                                              | 1 – 0                                           |                                   | West Ham United          |
| 1979 | Liverpool                 | McDermott (2) Dalglish                                 | 3 – 1                                           | Sunderland                        | Arsenal                  |
| 1978 | Nottingham Forest         | O'Neill (2) Withe Lloyd Robertson                      | 5 – 0                                           |                                   | Ipswich Town             |
| 1977 | Manchester United         |                                                        | 0 – 0 megosztott cím                            |                                   | Liverpool                |
| 1976 | Liverpool                 | Toshack                                                | 1 – 0                                           |                                   | Southampton              |
| 1975 | Derby County              | Hector McFarland                                       | 2 – 0                                           |                                   | West Ham United          |
| 1974 | Liverpool                 | Boersma                                                | 1 – 1 Liverpool 6–5-re nyert 11-esekkel         | Cherry                            | Leeds United             |
| 1973 | Burnley                   | Waldron                                                | 1 – 0                                           |                                   | Manchester City          |
| 1972 | Manchester City           | Lee (11-esből)                                         | 1 – 0                                           |                                   | Aston Villa              |
| 1971 | Leicester City            | Whitworth                                              | 1 – 0                                           |                                   | Liverpool                |
| 1970 | Everton                   | Whittle Kendall                                        | 2 – 1                                           | Hutchinson                        | Chelsea                  |
| 1969 | Leeds United              | Gray Charlton                                          | 2 – 1                                           | Bell                              | Manchester City          |
| 1968 | Manchester City           | Owen (2) Lee (2) Lovett (öngól) Young                  | 6 – 1                                           | Krzywicki                         | West Bromwich Albion     |
| 1967 | Manchester United         | Charlton (2) Law                                       | 3 – 3 megosztott cím                            | Robertson Jennings Saul           | Tottenham Hotspur        |
| 1966 | Liverpool                 | Hunt                                                   | 1 – 0                                           |                                   | Everton                  |
| 1965 | Manchester United         | Best Herd                                              | 2 – 2 megosztott cím                            | Stevenson Yeats                   | Liverpool                |
| 1964 | Liverpool                 | Wallace G. Byrne                                       | 2 – 2 megosztott cím                            | J. Byrne Hurst                    | West Ham United          |
| 1963 | Everton                   | Gabriel Stevens Vernon (11-esből) Temple               | 4 – 0                                           |                                   | Manchester United        |
| 1962 | Tottenham Hotspur         | Smith Graves (2) White Medwin                          | 5 – 1                                           | Stephenson                        | Ipswich Town             |
| 1961 | Tottenham Hotspur         | Allen (2) Smith                                        | 3 – 2                                           | Haynes Byrne                      | FA XI                    |
| 1960 | Burnley                   | Miller Connelly                                        | 2 – 2 megosztott cím                            | Deeley Murray                     | Wolverhampton Wanderers  |
| 1959 | Wolverhampton Wanderers   | Murray Broadbent Lill                                  | 3 – 1                                           | Wilson                            | Nottingham Forest        |
| 1958 | Bolton Wanderers          | Hill Bannister Lofthouse (2)                           | 4 – 1                                           | Durandt                           | Wolverhampton Wanderers  |
| 1957 | Manchester United         | Taylor (3) Berry (11-esből)                            | 4 – 0                                           |                                   | Aston Villa              |
| 1956 | Manchester United         | Viollet                                                | 1 – 0                                           |                                   | Manchester City          |
| 1955 | Chelsea                   | McMichael (öngól) Bentley Blunstone                    | 3 – 0                                           |                                   | Newcastle United         |
| 1954 | Wolverhampton Wanderers   | Swinbourne (2) Deeley Hancocks                         | 4 – 4 megosztott cím                            | Allen (3) Ryan                    | West Bromwich Albion     |
| 1953 | Arsenal                   | Lishman (2) Lawton                                     | 3 – 1                                           | Mortensen                         | Blackpool                |
| 1952 | Manchester United         | Rowley (2) Byrne Downie                                | 4 – 2                                           | Keeble (2)                        | Newcastle United         |
| 1951 | Tottenham Hotspur         | Murphy Bennett                                         | 2 – 1                                           | Milburn                           | Newcastle United         |
| 1950 | Angol világbajnoki csapat | Mannion Mortensen Baily Mullen                         | 4 – 2                                           | Johnstone Lofthouse               | Angol kanadai túracsapat |
| 1949 | Portsmouth                | Reid                                                   | 1 – 1 megosztott cím                            | Hancocks (11-esből)               | Wolverhampton Wanderers  |
| 1948 | Arsenal                   | Lewis (2) Jones Rooke                                  | 4 – 3                                           | Rowley Burke Mitten               | Manchester United        |
| 1940–1947 között a szuperkupa-mérkőzéseket felfüggesztették a labdarúgásban a második világháború miatt. |                           |                                                        |                                                 |                                   |                          |
| 1939 | Portsmouth                |                                                        | 4 - 1                                           |                                   | Wolverhampton Wanderers  |
| 1938 | Arsenal                   | Drake (2)                                              | 2 – 1                                           | R. Beattie                        | Preston North End        |
| 1937 | Manchester City           | Herd Doherty                                           | 2 – 0                                           |                                   | Sunderland               |
| 1936 | Sunderland                | Burbanks Carter                                        | 2 – 1                                           | Kirchen                           | Arsenal                  |
| 1935 | Ipswich Town              | Dewar                                                  | 1 – 0                                           |                                   | Arsenal                  |
| 1934 | Arsenal                   | Birkett Marshall Drake Bastin                          | 4 – 0                                           |                                   | Manchester City          |
| 1933 | Arsenal                   | Birkett (2) Bowden                                     | 3 – 0                                           |                                   | Everton                  |
| 1932 | Everton                   | Dean (4) Johnson                                       | 5 – 3                                           | McMenemy (2) Boyd                 | Newcastle United         |
| 1931 | Arsenal                   | Bastin                                                 | 1 – 0                                           |                                   | West Bromwich Albion     |
| 1930 | Arsenal                   | Hulme Jack                                             | 2 – 1                                           | Burgess (11-esből)                | Sheffield Wednesday      |
| 1929 | Hivatásos XI              | Seed Chandler Pease                                    | 3 – 0                                           |                                   | Amatőr XI                |
| 1928 | Everton                   | Dean (2)                                               | 2 – 1                                           | Thornewell                        | Blackburn Rovers         |
| 1927 | Cardiff City              | Ferguson Davies                                        | 2 – 1                                           | Ashton                            | Corinthians              |
| 1926 | Amatőr XI                 | Minter (2) Macey (2) Kail Keeping (öngól)              | 6 – 3                                           | Rawlings (2) Tunstall             | Hivatásos XI             |
| 1925 | Amatőr XI                 | Ashton (4) Macey (2)                                   | 6 – 1                                           | Hannaford                         | Hivatásos XI             |
| 1924 | Hivatásos XI              | Walker (2) Buchan                                      | 3 – 1                                           | Kail                              | Amatőr XI                |
| 1923 | Hivatásos XI              | Bradford Chambers                                      | 2 – 0                                           |                                   | Amatőr XI                |
| 1922 | Huddersfield Town         | Wilson                                                 | 1 – 0                                           |                                   | Liverpool                |
| 1921 | Tottenham Hotspur         | Bliss Cantrell                                         | 2 – 0                                           |                                   | Burnley                  |
| 1920 | West Bromwich Albion      | Smith (2)                                              | 2 – 0                                           |                                   | Tottenham Hotspur        |
| 1914–1919 között a szuperkupa-mérkőzéseket felfüggesztették a labdarúgásban az első világháború miatt.   |                           |                                                        |                                                 |                                   |                          |
| 1913 | Hivatásos XI              | Hampton (4) Holley (2) Fleming                         | 7 – 2                                           | Barlos Farnfield                  | Amatőr XI                |
| 1912 | Blackburn Rovers          | Aitkenhead (2)                                         | 2 – 1                                           | Revill                            | Queens Park Rangers      |
| 1911 | Manchester United         | Halse (6) Turnbull Wall                                | 8 – 4                                           | Fleming Wheatcroft Tout Jefferson | Swindon Town             |
| 1910 | Brighton & Hove Albion    | Webb                                                   | 1 – 0                                           |                                   | Aston Villa              |
| 1909 | Newcastle United          | Allan Rutherford                                       | 2 – 0                                           |                                   | Northampton Town         |
| 1908 újrajátszás                                                                                         | Manchester United         | Turnbull (3) Wall                                      | 4 – 0                                           |                                   | Queens Park Rangers      |
| 1908 | Manchester United         | Meredith                                               | 1 – 1                                           | Cannon                            | Queens Park Rangers      |

### Klubcsapatok győzelmeik száma szerint
| Csapat                  | Győzelmek száma (megosztott címek) | Évek (* megosztott cím) |
| ----------------------- | ---------------------------------- | --- |
| Manchester United       | 21 (4)                             | 1908, 1911, 1952, 1956, 1957, 1965*, 1967*, 1977*, 1983, 1990*, 1993, 1994, 1996, 1997, 2003, 2007, 2008, 2010, 2011, 2013, 2016 |
| Arsenal                 | 17 (1)                             | 1930, 1931, 1933, 1934, 1938, 1948, 1953, 1991*, 1998, 1999, 2002, 2004, 2014, 2015, 2017, 2020, 2023                            |
| Liverpool               | 16 (5)                             | 1964*, 1965*, 1966, 1974, 1976, 1977*, 1979, 1980, 1982, 1986*, 1988, 1989, 1990*, 2001, 2006, 2022                              |
| Everton                 | 9 (1)                              | 1928, 1932, 1963, 1970, 1984, 1985, 1986*, 1987, 1995                                                                            |
| Tottenham Hotspur       | 7 (3)                              | 1921, 1951, 1961, 1962, 1967*, 1981*, 1991*                                                                                      |
| Manchester City         | 7                                  | 1937, 1968, 1972, 2012, 2018, 2019, 2024                                                                                         |
| Chelsea                 | 4                                  | 1955, 2000, 2005, 2009 |
| Wolverhampton Wanderers | 4 (3)                              | 1949*, 1954*, 1959, 1960* |
| Leeds United            | 2                                  | 1969, 1992 |
| Burnley                 | 2 (1)                              | 1960*, 1973 |
| Portsmouth              | 2 (1)                              | 1939, 1949* |
| West Bromwich Albion    | 2 (1)                              | 1920, 1954* |
| Leicester City          | 2                                  | 1971, 2021 |
| Blackburn Rovers        | 1                                  | 1912 |
| Bolton Wanderers        | 1                                  | 1958 |
| Brighton & Hove Albion  | 1                                  | 1910 |
| Cardiff City            | 1                                  | 1927 |
| Derby County            | 1                                  | 1975 |
| Huddersfield Town       | 1                                  | 1922 |
| Newcastle United        | 1                                  | 1909 |
| Nottingham Forest       | 1                                  | 1978 |
| Ipswich Town            | 1                                  | 1935 |
| Sunderland              | 1                                  | 1936 |
| Aston Villa             | 1 (1)                              | 1981* |
| West Ham United         | 1 (1)                              | 1964* |
| Crystal Palace          | 1                                  | 2025 |

## Helyszínek
- Stamford Bridge: 1908–1911, 1923, 1927, 1930, 1950, 1955, 1970
- White Hart Lane: 1912, 1920, 1921, 1925, 1951, 1961
- The Den: 1913, 1929
- Old Trafford: 1922, 1928, 1952, 1957, 1965, 1967
- Highbury: 1924, 1934, 1935, 1938, 1948, 1949, 1953
- Maine Road: 1926, 1937, 1956, 1968, 1973
- Villa Park: 1931, 1972, 2012
- St James’ Park: 1932
- Goodison Park: 1933, 1963, 1966
- Roker Park: 1936
- Molineux: 1954, 1959
- Burnden Park: 1958
- Turf Moor: 1960
- Portman Road: 1962
- Anfield: 1964
- Elland Road: 1969
- Filbert Street: 1971
- Wembley Stadion: 1974–2000, 2007–
  - Wembley Stadion: 1974–2000
  - Wembley Stadion: 2007–
- Millennium Stadion: 2001–2006